# 大原穣子
大原 穣子（おおはら じょうこ、1935年4月1日 - ）は、日本の女優、方言指導者。

## 略歴
大阪府大阪市生まれ。1952年、京都・劇団くるみ座で初舞台を踏む。東京・劇団三期会、演劇集団未踏を経て、1969年より東京俳優生活協同組合に所属し、各分野で活躍。方言指導の第一人者。日本俳優連合監事。舞台「紙屋町さくらホテル」で方言指導を担当した。

## 出演

### テレビドラマ
- 時間ですよ 第59話（TBS、1972年）
- ありがとう 第2シリーズ 第3話（TBS、1972年） - 母親
- ありがとう 第3シリーズ 第6話（TBS、1973年） - 魚平の客
- ウルトラマンタロウ 第16話（TBS、1973年） - 亜理人の母
- 噂の刑事トミーとマツ 第8・62話（TBS、1979年・1981年）
- 3年B組金八先生第1シリーズ第4話（TBS、1979年） - 電話の声
- 草野球・草家族（テレビ朝日、1980年）
- ピーマン白書（フジテレビ、1980年）
- 新五捕物帳 第114話（日本テレビ、1980年）
- 女商一代 やらいでか!（東海テレビ、1981年）
- 御宿かわせみ 第20話（NHK、1981年）
- 同心暁蘭之介 第29話（フジテレビ、1982年）
- 後鳥羽伝説殺人事件（TBS、1982年） - 旅館の女将
- 太陽にほえろ! 第591話（日本テレビ、1984年）
- 山河燃ゆ（NHK、1984年） - 弓子
- チョッちゃん（NHK、1987年） - 信者
- 渡る世間は鬼ばかり 第2シリーズ（TBS、1993年-1994年） - 浅井

### 映画
- 細雪（1983年） - 料亭の女中

## 方言指導
映画
- 細雪（1983年）
- 映画女優（1987年）
- あの、夏の日（1999年）

テレビドラマ
- 鯛めしの唄（フジテレビ、1976年-1977年）
- 山河燃ゆ（NHK、1984年）
- 春の波涛（NHK、1985年）
- 渡る世間は鬼ばかり 第1シリーズ（TBS、1990年-1991年）
- 春よ、来い（NHK、1994年-1995年） - 大阪弁指導
- 元禄繚乱（NHK、1999年） - 京ことば指導
- まんてん（NHK、2002年-2003年） - 大阪ことば指導

舞台
- 紙屋町さくらホテル（1997年 - ）
- 少年H（1999年）
- 焼肉ドラゴン

## 著書
- 『ローカル色のパレット ドラマの中のお国ことば』光陽出版社 1990年5月 ISBN 4876620571[2]
- 『故郷のことばなつかし ドラマによみがえる方言』新日本出版社 1994年3月 ISBN 978-4-406-02237-8[3]
- 『好きやねん、大阪弁』新日本出版社 1999年4月 ISBN 978-4-406-02656-7[4]
- 『方言で読む日本国憲法』五月書房 2004年4月 ISBN 9784772704045[5]
- 『おくにことばで憲法を』監修・著 新日本出版社 2004年4月 ISBN 978-4-406-03072-4[6]
- 『方言とドラマと私 ローカル色のパレット広げて』新日本出版社 2006年4月 ISBN 978-4-406-03259-9[7]
- 『京ことばの辞典 どうどす』研究社 2008年12月5日 ISBN 9784767491035[8]

### 共著
- 『読んでみませんか 教育基本法』小森陽一共著 新日本出版社 2005年5月 ISBN 978-4-406-03188-2[9]